# Potrero (métro de Mexico)
Pour les articles homonymes, voir Potrero.
Potrero est une station de la Ligne 3 du métro de Mexico, située au nord de Mexico, dans la délégation Gustavo A. Madero.

## La station
La station est ouverte en 1979.
Le logo fait référence au profil d'un cheval dans son écurie ou paddock - là où le vétérinaire examine les chevaux ou le bétail. En effet, au début du vingtième siècle, les colonias aujourd'hui appelées Industrial et Guadalupe Insurgentes accueillaient plusieurs paddocks ou écuries, dont le tout proche Eje 3 Norte Alfredo Robles Dominguez, appelé Avenida Del Potrero.